# Eureka (Dakota del Sur)
Eureka es una ciudad ubicada en el condado de McPherson en el estado estadounidense de Dakota del Sur. En el Censo de 2010 tenía una población de 868 habitantes y una densidad poblacional de 335,14 personas por km².

## Geografía
Eureka se encuentra ubicada en las coordenadas 45°46′16″N 99°37′14″O / 45.77111, -99.62056. Según la Oficina del Censo de los Estados Unidos, Eureka tiene una superficie total de 2.59 km², de la cual 2.42 km² corresponden a tierra firme y (6.7 %) 0.17 km² es agua.

## Demografía
Según el censo de 2010, había 868 personas residiendo en Eureka. La densidad de población era de 335,14 hab./km². De los 868 habitantes, Eureka estaba compuesto por el 98.16 % blancos, el 0 % eran afroamericanos, el 0 % eran amerindios, el 0.23 % eran asiáticos, el 0 % eran isleños del Pacífico, el 0 % eran de otras razas y el 1.61 % pertenecían a dos o más razas. Del total de la población el 1.15 % eran hispanos o latinos de cualquier raza.